# Sommer-Spitzmausratte
Die Sommer-Spitzmausratte (Sommeromys macrorhinos) ist eine Nagetierart aus der Gruppe der Altweltmäuse (Murinae). Sie wurde im Jahr 2002 beschrieben und ist eng mit den Spitzmausratten (Crunomys) verwandt.
Die Art ist nach dem US-amerikanischen Zoologen Helmut G. Sommer benannt.
Sommeromys macrorhinos ist mit einer Kopfrumpflänge von rund 10 Zentimetern ein sehr kleiner Vertreter der Altweltmäuse. Die Schnauze ist langgestreckt, der Schwanz ist mit rund 19 Zentimeter auffallend verlängert. Das Fell ist graubraun gefärbt.
Die Art ist bislang nur von einer Fundstelle auf der indonesischen Insel Sulawesi (in der Provinz Sulawesi Tengah) bekannt. Ihr Lebensraum sind gebirgige Regenwälder in 2400 Metern Seehöhe. Die Art ist nachtaktiv, sie lebt am Boden, kann aber auch gut klettern. Ihre Nahrung dürfte vorwiegend aus Insekten bestehen.
Über den Gefährdungsgrad ist nichts bekannt, die IUCN listet die Art unter „zu wenig Daten vorhanden“ (data deficient).